# 763 př. n. l.

## Události
- Koncem tohoto roku umírá král Argišti vládnoucí v zemi Urartu.
- V Asýrii propukají nepokoje, které přerostly v povstání trvající 4 roky.
- 15. červen – Asyřané zaznamenali úplné zatmění Slunce, které později posloužilo k upřesnění chronologie mezopotámské historie.

## Hlavy států
- Asýrie – Aššur-dán III.
- Babylonie – končí krátké období bezvládí